# Шпеер, Даниэль
Георг Даниэль Шпеер (нем. Daniel Speer; крещён 2 июля 1636, Бреслау (ныне Вроцлав, Польша) — 5 октября 1707, Гёппинген) — немецкий композитор, органист, музыкальный писатель, теоретик музыки и прозаик эпохи барокко.

## Биография
Сын скорняка из Бреслау. Пока были живы родители, учился в гимназии Св. Марии Магдалины. После их смерти оказался в приюте, из которого вскоре сбежал. Где Шпеер получил музыкальное образование — неизвестно.
Первые упоминания о его творческом пути встречаются на территории современной Словакии, где он посещал лицей в Кежмароке, Венгрии и Румынии. Вероятно, что в 1664 году он находился в Штутгарте и Тюбингене.
С 1667 года активно творил, как церковный музыкант и музыкальный педагог в Гёппингене .
Как прозаик, был последователем Гриммельсгаузена, писал, преимущественно, хроникальную литературу, плутовские и авантюрно-приключенческие романы, которые пользовались в бюргерской и грамотной простонародной среде большой популярностью. Одним из самых его известных романов является «Приключения Симплициссимуса» («Венгерский или Дакский Симплициссимус»), изданный в 1683 году. Симплициссимус — вымышленный персонаж, но описания его приключений основаны на реальном жизненном опыте Д. Шпеера в районе южных Татр и восточной Словакии. Эта книга способствовала популяризации Татр и положила начало развитию туризма в Татрах. Известен тремя или четырьмя автобиографическими романами, которые дают представление о музыкальной жизни той эпохи.
Писал также музыкальные и политические трактаты. В 1687 году опубликовал трактат о музыке, который считается и сегодня актуальным для понимания музыки среднего барокко. Его сочинение о музыке оказало влияние на создание музыкальных произведений в стиле барокко в течение более века.
В немузыкальном творчестве его политические трактаты привели к тому, что он был заключён в тюрьму на полтора года.

## Избранные произведения
- 1683 — Türkischer Vagant,
- 1684 — Simplicianischer Lustig-Politischer Haspel Hann
- 1683 — Ungarischer oder Dacianischer Simplicissimus
- 1685 — Neugebackene Tafelschnitz,
- 1686 — «Весьма потешный и затейливый Малькольмо фон Либандус… Для редкостного увеселения сочинен Симплицием Симплициссимусом»
- 1687 — Grundrichtiger kurz-, leicht-, und nöthiger Unterricht der musikalischen Kunst.
- 1688 — Musikalisch-Türckischer Eulen-Spiegel. Ulm 1688 ,
- 1688 — Philomela angelica,
- 1692 — Jubilum coeleste,
- 1697 — Vierfaches Musicalisches Kleeblatt.

## Избранные музыкальные сочинения
- Evangelische Seelengedanken, 1681
- Choral Gesang-Buch auff das Clavir oder Orgel, 1692
- Echo coelestis
- Aeternum Allelujah
- Aeternum Amen